# 马尔库斯·阿蒂利乌斯·雷古鲁斯

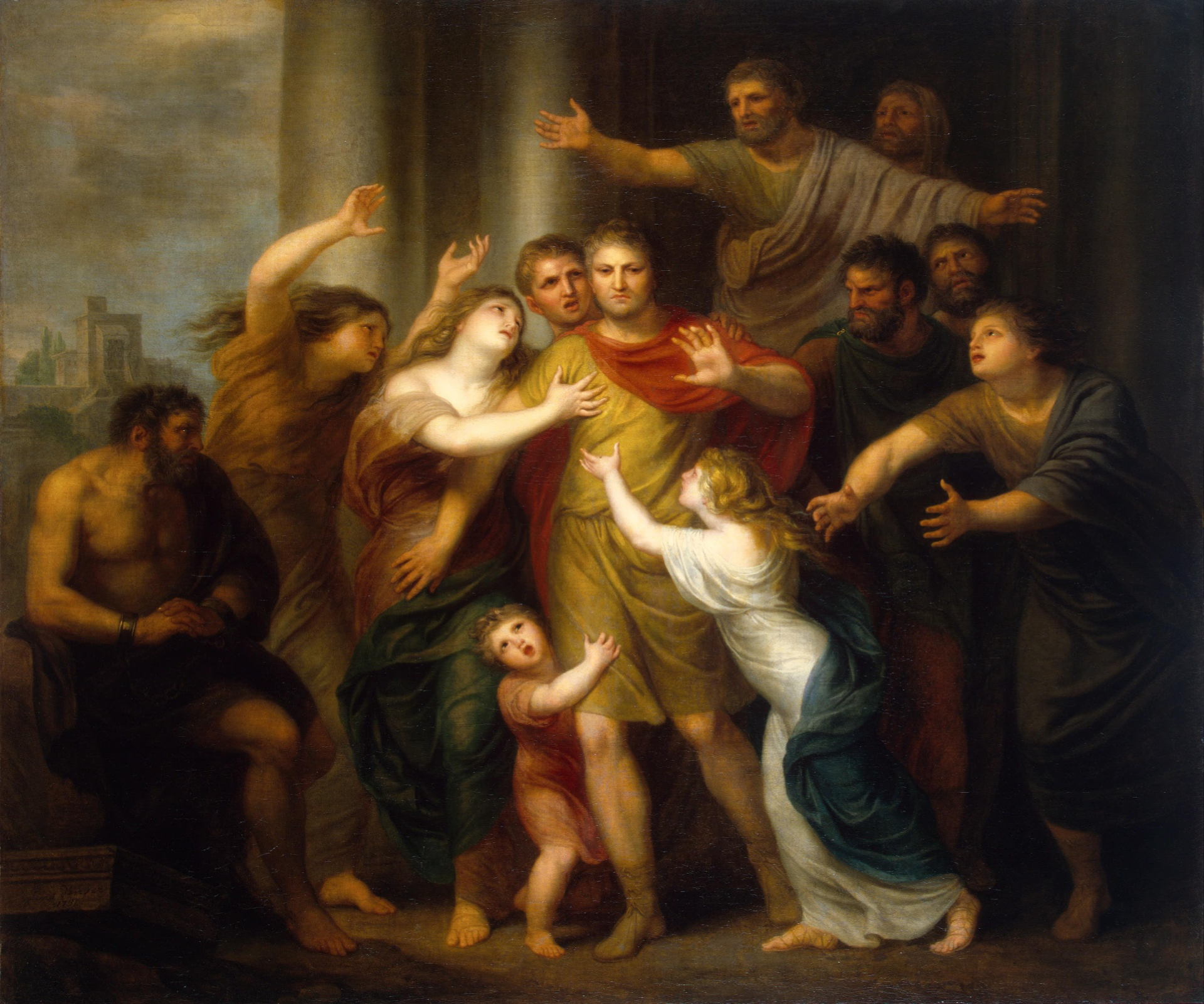
画作：雷古鲁斯返回迦太基

马尔库斯·阿蒂利乌斯·雷古鲁斯（Marcus Atilius Regulus，？—约前248年），古罗马军事活动家，第一次布匿战争时期的统帅。 
雷古鲁斯于前267年第一次任执政官时，率兵征服了伊利里亚人的城市布伦迪西乌姆（今布林迪西）。前256年第一次布匿战争时期，由于执政官昆图斯·卡埃迪基乌斯阵亡，阿蒂利乌斯·雷古鲁斯成为补任执政官，他与另一位执政官卢基乌斯·曼利乌斯·乌尔索·隆古斯一起指挥罗马海軍在埃科诺姆斯海战中粉碎了迦太基的强大舰队，并随后率领罗马军团在非洲登陆，威胁迦太基本土。不久曼利乌斯·乌尔索被召回罗马，在非洲的军事行动完全由雷古鲁斯负责。
雷古鲁斯的行动开始时进展迅速，他在克鲁彼亚附近取得一次重大胜利。此时迦太基已打算求和，但雷古鲁斯开出的条件如此苛刻，以致迦太基議會衡量輕重後决定继续战争。在迦太基人更换了他们的将领之后，罗马人遇到挫折。前255年罗马军队在突尼斯被彻底击败。阿蒂利乌斯·雷古鲁斯及500名罗马士兵被迦太基的斯巴达雇佣兵头领克桑提普斯俘获。
关于雷古鲁斯此后的经历没有准确的记载。罗马帝国时代的大诗人贺拉西在他的《诗简》中讲述了一个著名的说法：迦太基人在前250年的一次惨败之后释放了雷古鲁斯，企图通过他与罗马人议和并交换俘虏。但雷古鲁斯回到罗马后却在元老院发表演说，指出决不能与迦太基人议和，并自愿返回迦太基，后来被酷刑处死。这个使雷古鲁斯名垂千古的故事西塞罗也提到过。但是更早和更可信的资料，如波利比阿的著作，则没有提及此事。也许雷古鲁斯更可能的结局是在迦太基的俘虏营中去世。

## 资料来源
- 本条目包含来自公有领域出版物的文本: Chisholm, Hugh (编).  (第11版). London: Cambridge University Press. 1911.

| 前任： 普布利乌斯·塞姆普罗尼乌斯·索普胡斯 & 阿庇乌斯·克劳狄·鲁苏斯 | 罗马执政官 前267年 与卢基乌斯·尤利乌斯·利博共职          | 繼任： 迪基姆斯·尤尼乌斯·佩拉 & 努梅里乌斯·费边·皮克托尔                        |
| 前任： 卢基乌斯·曼利乌斯·乌尔索·隆古斯 & 昆图斯·卡埃迪基乌斯       | 罗马执政官 前256年 与卢基乌斯·曼利乌斯·乌尔索·隆古斯共职 | 繼任： 塞尔维乌斯·弗尔维乌斯·帕埃蒂努斯·诺比利奥尔 & 马尔库斯·埃米利乌斯·保卢斯 |